# Основания экономического анализа
Основания экономического анализа (англ. Foundations of Economic Analysis, 1947) — книга американского экономиста Пола Самуэльсона. В основу легла докторская диссертация ученого, защищенная в Гарвардском университете в 1941 году.

## Содержание
Книга включает Предисловие, 2 части (12 глав): Часть I (8 глав) и Часть II (4 главы). В 1983 году автор дополнил первоначальный текст книги тремя математическими приложениями (А, В и С).

## Идеи
Эпиграфом к книге послужило замечание американского физика Дж. У. Гиббса: «Математика — это язык». В книге сделана попытка перевода всех основных проблем экономической науки на язык математики. Анализ экономического равновесия, по мнению автора, может быть осуществлен при помощи ряда задач на максимум и минимум. Основные идеи книги в популярной форме изложены автором в следующей работе: учебнике «Экономика: вводный анализ». 

## Переводы
На русском языке книга вышла в 2002 г. в издательстве «Экономическая школа» (Санкт-Петербург).